# Biélorusses
Pour les articles homonymes, voir Biélorusse (homonymie).
Cet article concerne le peuple biélorusse. Pour la langue biélorusse, voir Biélorusse.
Les Biélorusses (en biélorusse : беларусы, biélaroussy ; łacinka : biełarusy ; parfois nommés Bélarusses, Bélarussiens,, Biélorussiens ou Biélarussiens) sont :
- selon la constitution biélorusse, en droit international et en droit du sol, les citoyens de la Biélorussie (ou Belarus, ou Bélarus), quelles que soient leurs origines, langues et cultures[16] ;
- selon la définition ethnographique, en droit soviétique et en droit du sang, l'ethnie biélorusse, quel que soit son lieu de résidence et quelle que soit la citoyenneté de ses membres ; c'est le peuple autochtone de la Biélorussie, un peuple slave oriental comme les Russes et les Ukrainiens. L'ethnie biélorusse représente environ 81 % de la population de la Biélorussie et d'importantes communautés biélorusses existent également en Russie, Pologne, Ukraine, Lettonie et Lituanie ; en outre beaucoup de Biélorusses ont émigré dans les pays de la CEI ainsi qu'aux États-Unis et au Canada : c'est la diaspora[17].

## Histoire

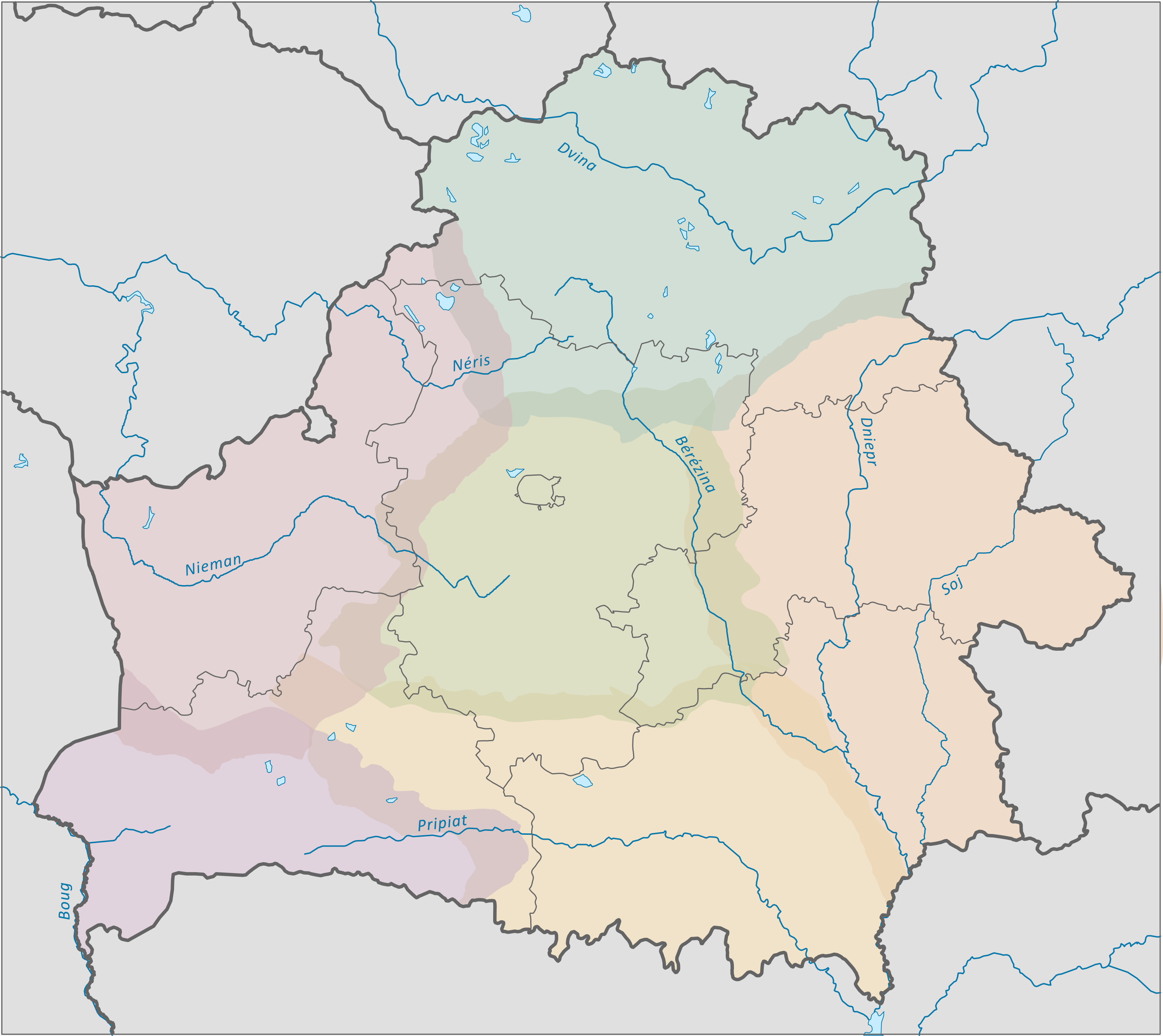
L'origine des Biélorusses (zone verte au centre du pays) se trouve sur le cours supérieur du Niémen, du Dniepr et de la Dvina. Les autres régions sont la Podlachie orientale (rose), la Lépiélie (vert), la Polésie occidentale (violet), la Polésie orientale-Volhynie (jaune) et la Moguilie (orange).

Les Biélorusses font remonter leur culture au grand-duché de Lituanie, anciennement Rus' de Kiev et principauté de Polotsk. La plupart des Biélorusses descendent de tribus slaves orientales de tradition pravoslave (Drégovitches (en), Krivitches et Radimitches (ru)) et de tribus baltes de tradition litvine (Yotvingiens (en)) qui vivaient à l'Ouest et au Nord-Ouest du territoire de la Biélorussie contemporaine ; tous furent christianisés dans le courant des XIe et XIIe siècles.
Les Biélorusses ont commencé à se différencier en tant qu'ethnie pendant les XIIIe et XIVe siècles sous le grand-duché de Lituanie sur le cours supérieur du Niémen, du Dniepr et de la Dvina.
Du XIIIe siècle au XVIIIe siècle, les Biélorusses étaient connus hors du pays sous les noms de Litvines (en) ou Lituaniens, et de Ruthènes, terme faisant référence à la partie orientale du grand duché de Lituanie, dont la Ruthénie blanche, la Ruthénie noire et la Polésie faisaient partie depuis les XIIIe et XIVe siècles, et où le ruthène s'est développé et est peu à peu devenu la langue dominante, remplaçant le latin. À partir de 1630, le ruthène commença à être remplacé par le polonais, car la culture polonaise acquit un certain prestige qu sein de la république des Deux Nations (union polono-lituanienne, dominée par la noblesse polonaise).
Se basant sur la prédominance du ruthène (qui évolua par la suite, donnant naissance au biélorusse et à l'ukrainien) et de la culture ruthène du grand duché de Lituanie, certains chercheurs biélorusses ont avancé l'idée que le grand-duché aurait été un État biélorusse,,.
Entre 1791 et 1917, la majeure partie de la Biélorussie tomba sous domination de l'Empire russe au cours d'une série de conquêtes militaires et de manœuvres diplomatiques, en lien avec les partages de la Pologne. Comme la République des Deux Nations avait accueilli un grand nombre de Juifs chassés d'Europe occidentale et centrale, lorsque l'Empire russe se fût emparé de ces régions, il y établit une « zone de résidence » d'où les Juifs ne purent sortir qu'au compte-gouttes, sauf pour émigrer.
Après la Première Guerre mondiale, les Biélorusses eurent brièvement un État nouvellement indépendant sous la forme de la République populaire biélorusse (1918-1919), mais à l'est, les bolchéviks russes le transformèrent rapidement en république socialiste soviétique de Biélorussie (1919-1991, devenue membre de l'URSS en 1922), tandis qu'à l'ouest, à l'issue de la guerre soviéto-polonaise, c'est la deuxième république de Pologne qui, à la paix de Riga, prit le contrôle de cette partie du pays où elle ne favorisa pas la culture biélorusse, mais, pendant 18 ans, préserva les habitants de la collectivisation forcée, de la terreur rouge et des famines soviétiques. La Biélorussie acquit de jure son indépendance en 1991 lors de la dislocation de l'URSS, formant la république de Biélorussie, mais de facto elle resta inféodée à la Russie.

## Culture

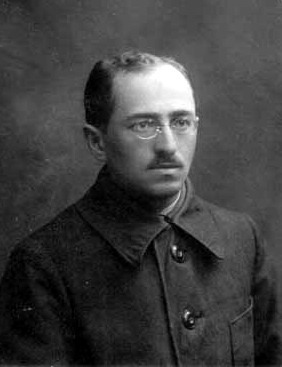
Bronislav Tarachkevitch, à l'origine de la première standardisation du biélorusse (Tarachkievitsa).

### Langue
La première codification de la langue biélorusse, connue sous le nom de « Tarachkievitsa », s'est faite en 1918. Auparavant, le biélorusse était (rarement) écrit soit en caractères latins polonais, soit en caractères cyrilliques russes. En 1933, dans la partie soviétique, à l'est, une réforme orthographique (en) fut menée, instaurant la version contemporaine de la langue.
Selon les données du recensement de 2009 de Biélorussie, 23,4 % de la population totale de Biélorussie parle biélorusse au foyer, 60,8 % la qualifient de « langue maternelle » et 66,7 % indiquent la comprendre couramment. Ces données montrent que, face au russe, le biélorusse a tendance à reculer par rapport au recensement de 1999, où 85,6 % des Biélorusses considéraient le biélorusse comme leur langue maternelle, et 36,7 % de la population totale de Biélorussie parlait le biélorusse au foyer.
Le bilinguisme est très répandu parmi les Biélorusses, en particulier dans les grandes villes, où le russe domine. Les deux langues sont, à peu de chose près, inter-compréhensibles. Selon une étude de 2009, seuls 6 % des Biélorusses utilisent le biélorusse en permanence. La trasianka, dialecte mélangeant le russe et le biélorusse, est également très répandue parmi les Biélorusses.

### Religion
La majorité des Biélorusses est de tradition orthodoxe, sans être forcément pratiquante. Elle est sous l'obédience du Patriarcat de Moscou. Une minorité appartient au culte catholique, soit de rite latin (Biélorusses d'ascendance polonaise), soit de rite grec. En 2009, les catholiques des deux rites représentaient 14,5 % de la population de Biélorussie, soit environ 1,4 million de personnes. Selon les données de la CIA, en 2011, la Biélorussie compterait 48,3 % d'orthodoxes, 7,1 % de catholiques, et 41,1 % d'athées.

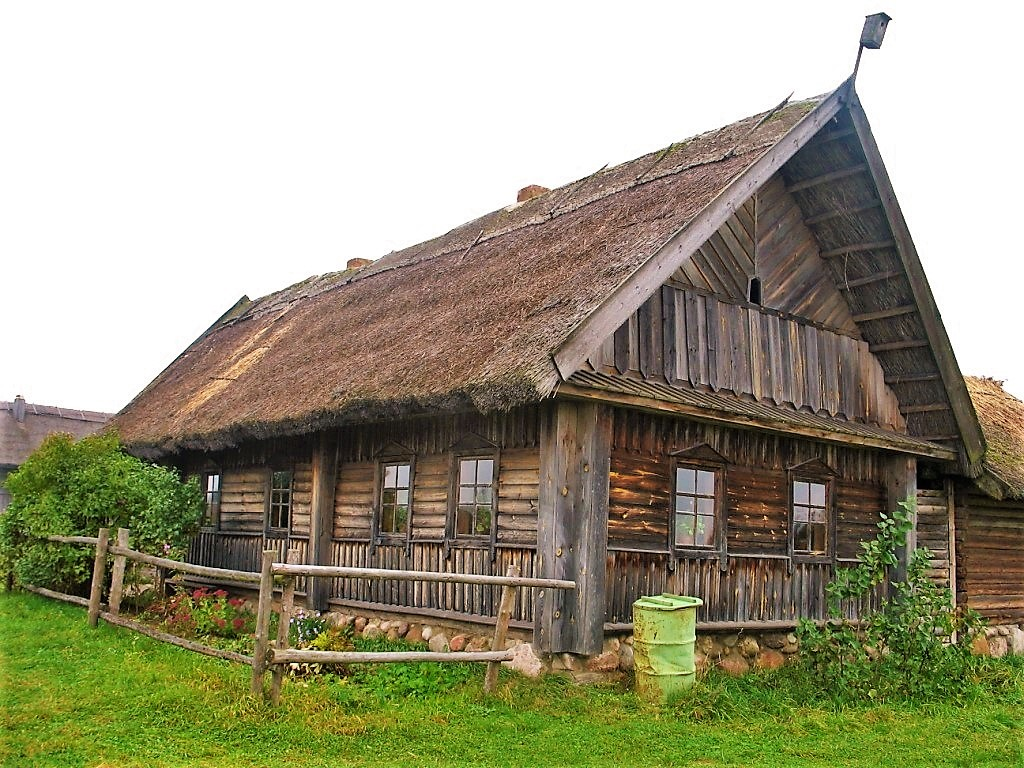
La khata : maison traditionnelle biélorusse.

### Maison traditionnelle
La maison traditionnelle, appelée khata, a beaucoup évolué au fil des siècles, passant d'un simple caveau à un habitat à une, puis deux à trois pièces. Au XIXe siècle, les khatas typiques comportaient une à trois pièces, avaient un toit à double pente ou, plus souvent, quadruple pente.
L'habitat paysan était traditionnellement composé d'une khata, d'un grenier, d'un appentis et d'une étable.

### Costume traditionnel
Les costumes nationaux traditionnels se sont constitués entre la fin du XIXe siècle et le milieu du XXe siècle.
Le costume traditionnel masculin se compose d'une chemise, d'un pantalon et d'une veste sans manches. Les chaussures pouvaient être des laptis, des bottes ou des valenki l'hiver. Différents couvre-chefs pouvaient être trouvés, allant du chapeau de paille au chapeau de feutre (magerka (ru)), la chapka de fourrure s'avérant indispensable l'hiver.
Le costume traditionnel féminin est plus varié. Quatre ensembles peuvent être distingués : robe et tablier ; robe, tablier et veste sans manches ; robe à corset ; poniova (ru) (robe typique russe), tablier et veste. Les deux premiers ensembles sont communs à toute la Biélorussie, et les deux derniers sont originaires des régions de l'Est et du Nord-Est. La coiffe des jeunes filles peut être un bandeau étroit ou une couronne de fleurs ; les femmes mariées cachaient leurs cheveux sous une charlotte ou un foulard. Les chaussures de la vie quotidienne étaient aussi des laptis, les bottes se portaient les jours de fête.

## Biélorusses connus

Galerie de Biélorusses
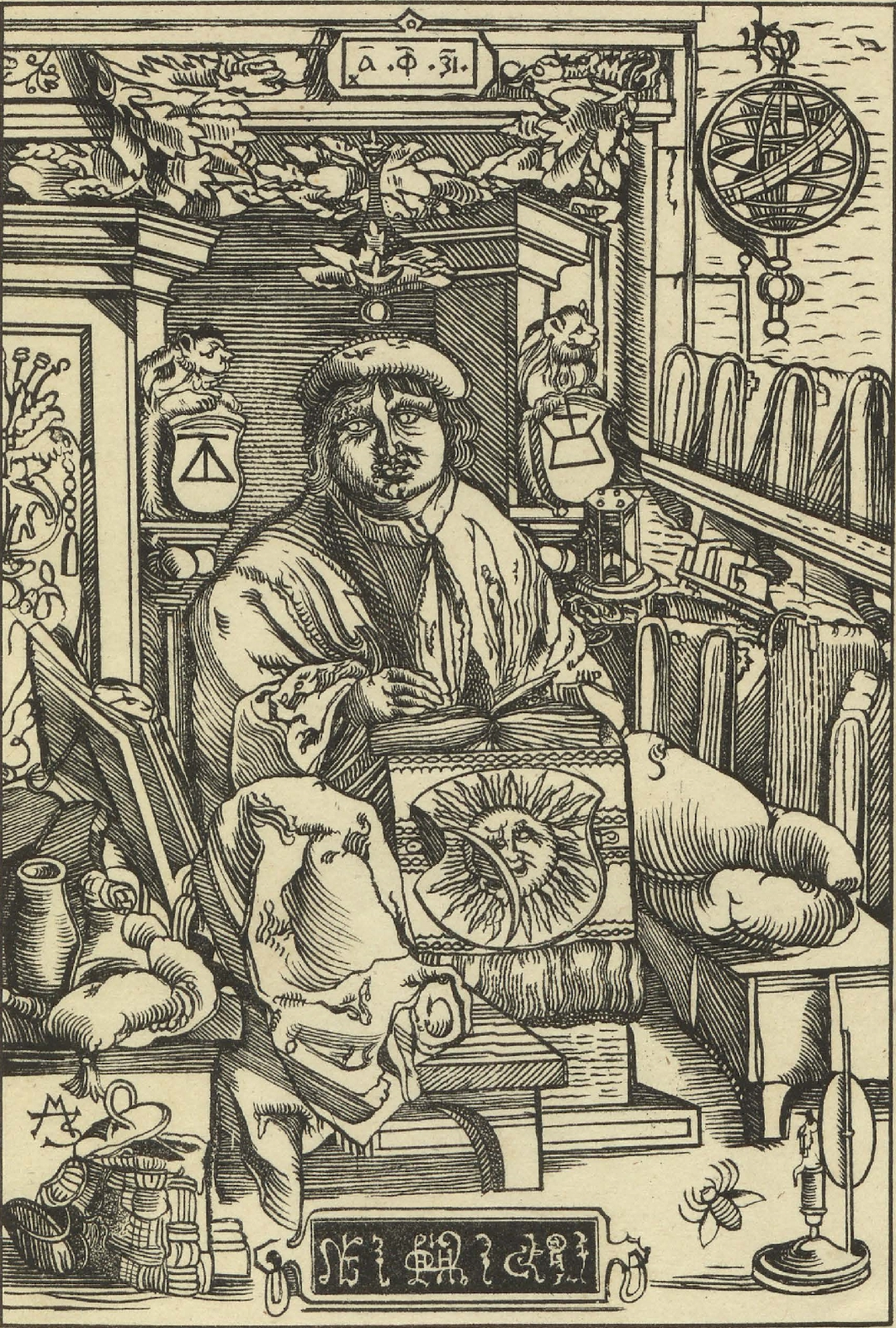
Francysk Skaryna.
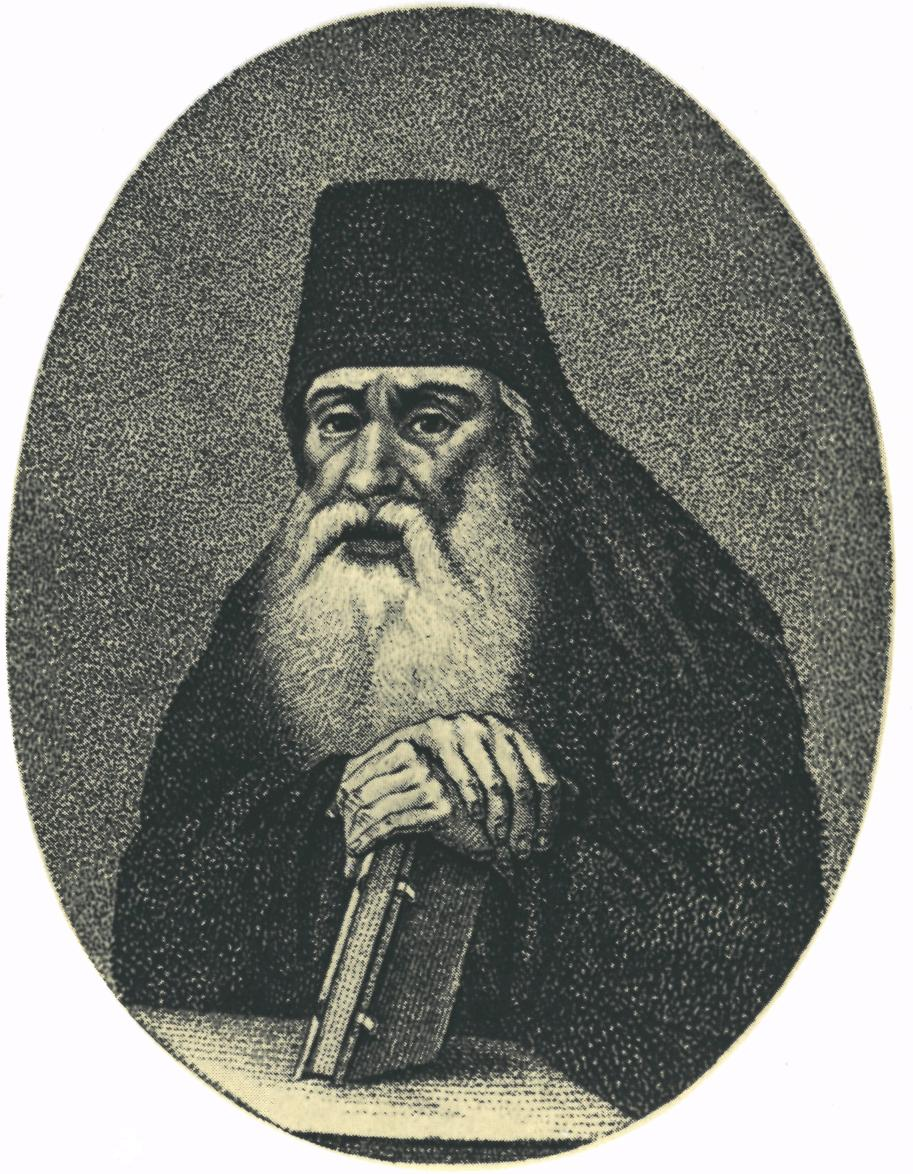
Siméon de Polotsk.
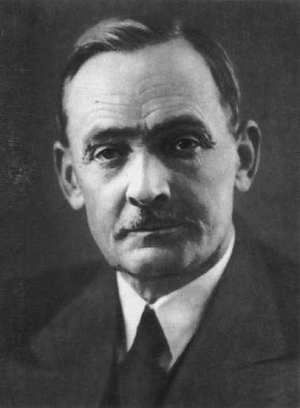
Ianka Koupala.
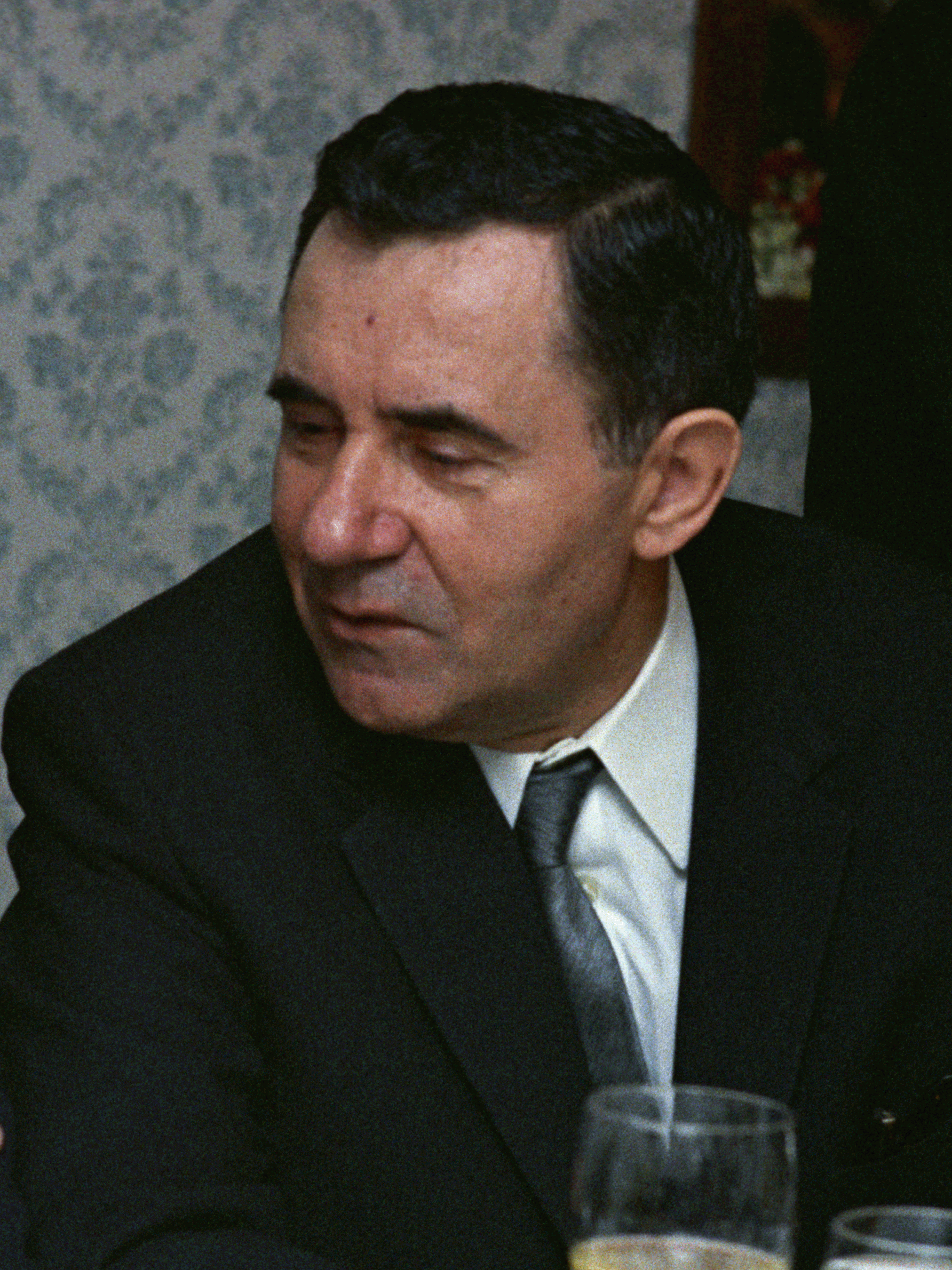
Andrey Hramyka.
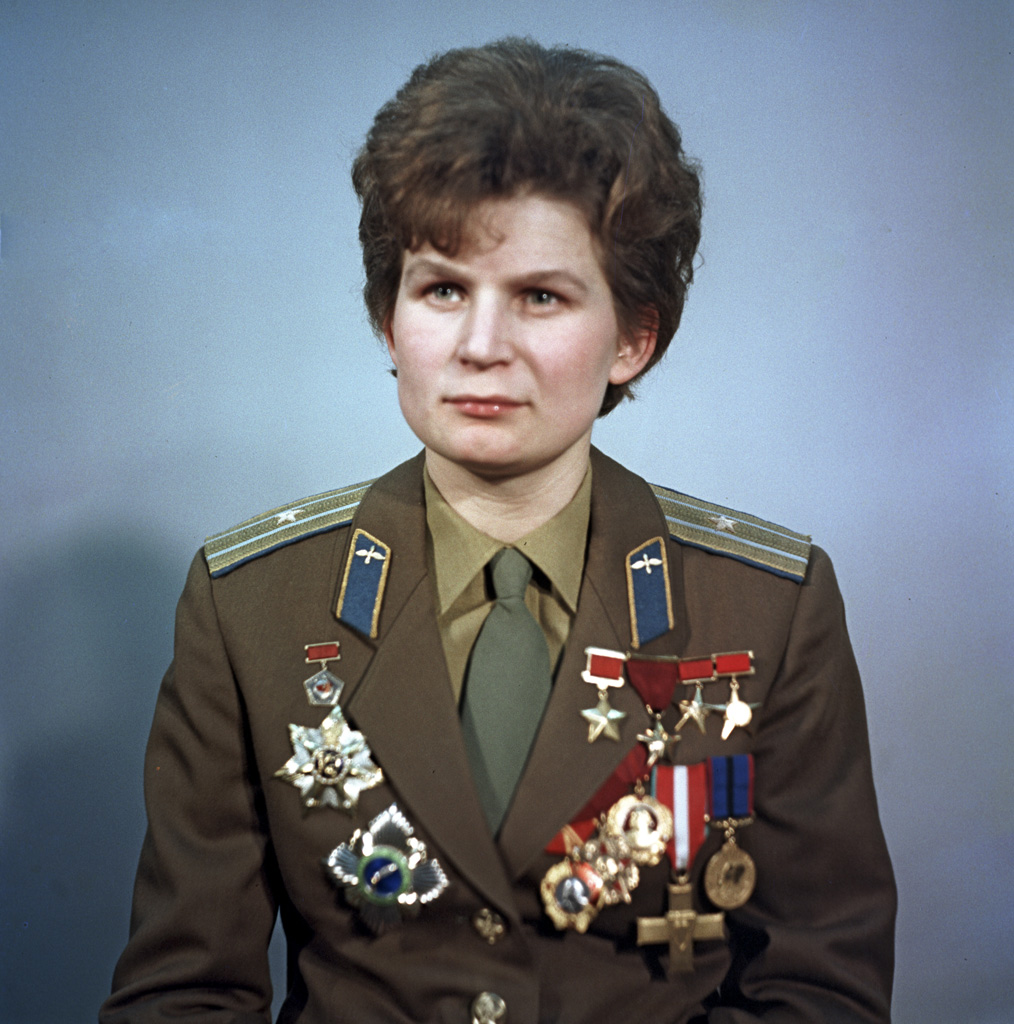
Valentina Terechkova, née de parents biélorusses.